# Thomas Wagner (Mediziner)
Thomas Wagner ist ein österreichischer Mediziner.

## Leben
2000 wurde er Facharzt für Blutgruppenserologie und Transfusionsmedizin. 2002 legte er den §40-Notarztkurs (Ärztekammer für Steiermark). Nach der Habilitation 2001 im Fach Blutgruppenserologie und Transfusionsmedizin lehrt er seit dem 1. Oktober 2001 als A.o. Universitätsprofessor. Er erwarb 2005 den Master of Science (Telemedizin – FH Joanneum), 2006 den Master of Science (Gesundheitsmanagement – Universität für Weiterbildung Krems), 2007 den Master of Business Administration Wirtschaftsuniversität Wien (Health Care Management), 2011 den Magister iuris (Universität Linz) und 2018 den Master of Arts – MA (Angewandte Ethik, Universität Graz). Von 2018 bis 2022 ist er Datenschutzbeauftragter der Medizinischen Universität Graz.